# Goiatuba EC
Goiatuba EC is een Braziliaanse voetbalclub uit Goiatuba, in de deelstaat Goiás.

## Geschiedenis
De club werd in 1970 opgericht en nam een jaar later voor het eerst deel aan het Campeonato Goiano. In 1982 degradeerde de club. Na een titel in 1984 promoveerde de club terug. In 1992 werden ze zelfs staatskampioen. Van 1994 tot 1997 speelde de club in de nationale Série B. Op 1997 en 2001 na speelde de club nog tot 2006 in de hoogste klasse. Na twee seizoenen in de Segunda Divisão degradeerde de club ook daar en meldde zich zelfs niet aan voor de Terceira Divisão in 2009. In 2010 nam de club wel opnieuw deel, samen met stadsrivaal AA Goiatuba, die dat jaar kampioen werd.in 2019 keert hij terug naar het profvoetbal voor de Campeonato Goiano Terceira Divisão waar ben je kampioen geworden.in 2021 deed mee aan de Campeonato Goiano Segunda Divisão waar wordt weer de kampioen.
Na dit seizoen nam de club niet meer deel aan de competitie.

## Erelijst
Campeonato Goiano
1992
Campeonato Goiano Segunda Divisão
1984,1997,2021
Campeonato Goiano Terceira Divisão
2019